# Kabinett Schmidt I
Unter dem Begriff Kabinett Schmidt I versteht man die erste von Bundeskanzler Helmut Schmidt geführte Bundesregierung. Sie amtierte vom 16. Mai 1974 bis zum 14. Dezember 1976 (etwa sieben Wochen nach der Bundestagswahl 1976).

## Abstimmung im Bundestag
| Wahlgang                                              | Kandidat        | Kandidat             | Stimmen    | Stimmenzahl | Anteil | Koalitionspartei(en) | Koalitionspartei(en) | Koalitionspartei(en) |
| ----------------------------------------------------- | --------------- | -------------------- | ---------- | ----------- | ------ | -------------------- | -------------------- | -------------------- |
| 1. Wahlgang                                           |                 | Helmut Schmidt (SPD) | Ja-Stimmen | 267         | 53,8 % |                      |                      | SPD, FDP             |
| 1. Wahlgang                                           | Nein-Stimmen    | Helmut Schmidt (SPD) | 225        | 45,4 %      |        |                      |                      | SPD, FDP             |
| 1. Wahlgang                                           | Enthaltungen    | Helmut Schmidt (SPD) | 0          | 0,0 %       |        |                      |                      | SPD, FDP             |
| 1. Wahlgang                                           | Ungültig        | Helmut Schmidt (SPD) | 0          | 0,0 %       |        |                      |                      | SPD, FDP             |
| 1. Wahlgang                                           | nicht abgegeben | Helmut Schmidt (SPD) | 4          | 0,8 %       |        |                      |                      | SPD, FDP             |
| Damit wurde Helmut Schmidt zum Bundeskanzler gewählt. |                 |                      |            |             |        |                      |                      |                      |

## Kabinett
| Amt oder Ressort                              | Bild                                    | Name                                         | Partei | Partei | Parlamentarische Staatssekretäre bzw. Staatsminister | Partei | Partei |
| --------------------------------------------- | --------------------------------------- | -------------------------------------------- | ------ | --- | ---------------------------------------------------- | ------ | ------ |
| Bundeskanzler                                 |                                         | Helmut Schmidt (1918–2015)                   |        | SPD | Marie Schlei (1919–1983)                             |        | SPD    |
| Stellvertreter des Bundeskanzlers Auswärtiges |                                         | Hans-Dietrich Genscher (1927–2016)           |        | FDP | Karl Moersch (1926–2017)                             |        | FDP    |
| Stellvertreter des Bundeskanzlers Auswärtiges | Hans-Jürgen Wischnewski (1922–2005)     | Hans-Dietrich Genscher (1927–2016)           |        | FDP | SPD                                                  |        |        |
| Inneres                                       |                                         | Werner Maihofer (1918–2009)                  | FDP    | Gerhart Baum (1932–2025)                                                                                               |                                                      | FDP    |        |
| Inneres                                       | Jürgen Schmude (1936–2025)              | Werner Maihofer (1918–2009)                  | FDP    | | SPD                                                  |        |        |
| Justiz                                        |                                         | Hans-Jochen Vogel (1926–2020)                |        | SPD | Hans de With (* 1932)                                |        | SPD    |
| Finanzen                                      |                                         | Hans Apel (1932–2011)                        | SPD    | Karl Haehser (1928–2012) Konrad Porzner (1935–2021) bis 20. Dezember 1974 Rainer Offergeld (* 1937) ab 24. Januar 1975 |                                                      | SPD    |        |
| Wirtschaft                                    |                                         | Hans Friderichs (* 1931)                     |        | FDP | Martin Grüner (1929–2018)                            |        | FDP    |
| Ernährung, Landwirtschaft und Forsten         |                                         | Josef Ertl (1925–2000)                       | FDP    | Fritz Logemann (1907–1993)                                                                                             |                                                      | FDP    |        |
| Arbeit und Sozialordnung                      |                                         | Walter Arendt (1925–2005)                    |        | SPD | Hermann Buschfort (1928–2003)                        |        | SPD    |
| Verteidigung                                  |                                         | Georg Leber (1920–2012)                      | SPD    | Karl-Wilhelm Berkhan (1915–1994) bis 19. März 1975 Hermann Schmidt (1917–1983)                                         |                                                      | SPD    |        |
| Jugend, Familie und Gesundheit                |                                         | Katharina Focke (1922–2016)                  | SPD    | Fred Zander (1935–2012)                                                                                                |                                                      | SPD    |        |
| Verkehr und Post- und Fernmeldewesen          |                                         | Kurt Gscheidle (1924–2003)                   | SPD    | Ernst Haar (1925–2004)                                                                                                 |                                                      | SPD    |        |
| Verkehr und Post- und Fernmeldewesen          | Kurt Jung (1925–1989)                   | Kurt Gscheidle (1924–2003)                   | SPD    | | FDP                                                  |        |        |
| Raumordnung, Bauwesen und Städtebau           |                                         | Karl Ravens (1927–2017)                      | SPD    | Dieter Haack (* 1934)                                                                                                  |                                                      | SPD    |        |
| Innerdeutsche Beziehungen                     |                                         | Egon Franke (1913–1995)                      | SPD    | Karl Herold (1921–1977)                                                                                                |                                                      | SPD    |        |
| Forschung und Technologie                     |                                         | Hans Matthöfer (1925–2009)                   | SPD    | Volker Hauff (* 1940)                                                                                                  |                                                      | SPD    |        |
| Bildung und Wissenschaft                      |                                         | Helmut Rohde (1925–2016)                     | SPD    | Peter Glotz (1939–2005)                                                                                                |                                                      | SPD    |        |
| Wirtschaftliche Zusammenarbeit                |                                         | Erhard Eppler (1926–2019) (bis 8. Juli 1974) | SPD    | Alwin Brück (1931–2020)                                                                                                |                                                      | SPD    |        |
| Wirtschaftliche Zusammenarbeit                | Egon Bahr (1922–2015) (ab 8. Juli 1974) |                                              | SPD    | Alwin Brück (1931–2020)                                                                                                |                                                      | SPD    |        |

## Veränderungen
In der Kabinettssitzung vom 4. Juli 1974 wurden für sämtliche Ressorts im Vergleich zur ursprünglichen Planung geringere Etatzuwächse und zum Teil auch -kürzungen für den Haushalt 1975 beschlossen. Der Etat des Bundesministeriums für wirtschaftliche Zusammenarbeit sollte dabei im Haushaltsjahr 1975 noch um 9,1 Prozent steigen. Nach der Kabinettssitzung trat der Bundesminister für wirtschaftliche Zusammenarbeit, Erhard Eppler, aus Protest zurück. Sein Nachfolger wurde am 8. Juli 1974 der ehemalige Bundesminister für besondere Aufgaben Egon Bahr.
Am 19. August 1974 wurden die Parlamentarischen Staatssekretäre beim Bundesminister des Auswärtigen, Karl Moersch und Hans-Jürgen Wischnewski, zu Staatsministern im Auswärtigen Amt ernannt.
Nachdem er am 18. Dezember 1974 zum Parlamentarischen Geschäftsführer der SPD-Bundestagsfraktion gewählt worden war, schied der Parlamentarische Staatssekretär beim Bundesminister der Finanzen, Konrad Porzner, aus dem Amt. Sein Nachfolger wurde am 24. Januar 1975 der bisherige stellvertretende Vorsitzende des Finanzausschusses, Rainer Offergeld.
Am 19. März 1975 trat Karl-Wilhelm Berkhan das Amt des Wehrbeauftragten des Deutschen Bundestages an. Zu seinem Nachfolger als Parlamentarischer Staatssekretär beim Bundesminister der Verteidigung wurde am selben Tag Hermann Schmidt ernannt, der seit 1972 Vorsitzender des Verteidigungsausschusses gewesen war.

## Fußnote
1. ↑  Weder Parlamentarische Staatssekretäre noch Staatsminister sind nach Art. 62 GG Teil der Bundesregierung.